# Kuhlhasseltia whiteheadii
Kuhlhasseltia whiteheadii är en orkidéart som först beskrevs av Alfred Barton Rendle, och fick sitt nu gällande namn av Oakes Ames. Kuhlhasseltia whiteheadii ingår i släktet Kuhlhasseltia och familjen orkidéer. Inga underarter finns listade i Catalogue of Life.